# Гленик
Глени́к (фр. Glénic, окс. Glenic) — коммуна во Франции, находится в регионе Лимузен. Департамент коммуны — Крёз. Входит в состав кантона Гере-Северный. Округ коммуны — Гере.
Код INSEE коммуны — 23092.

## Население
Население коммуны на 2010 год составляло 610 человек.
| 1962 | 1968 | 1975 | 1982 | 1990 | 1999 | 2010 |
| ---- | ---- | ---- | ---- | ---- | ---- | ---- |
| 617  | 574  | 531  | 581  | 605  | 593  | 610  |

## Экономика
В 2010 году среди 379 человек трудоспособного возраста (15—64 лет) 291 были экономически активными, 88 — неактивными (показатель активности — 76,8 %, в 1999 году было 77,8 %). Из 291 активного жителя работали 273 человека (142 мужчины и 131 женщина), безработных было 18 (12 мужчин и 6 женщин). Среди 88 неактивных 14 человек были учениками или студентами, 60 — пенсионерами, 14 были неактивными по другим причинам.